# Eerste Coehoornstraat
De Eerste Coehoornstraat is een straat op de Oostelijke Eilanden in Amsterdam-Centrum. Ten zuidoosten van de straat ligt de Tweede Coehoornstraat, die in tegenstelling tot het gebruik van rangtelwoorden in adressen noch in het verlengde noch parallel loopt. De straten maken geen contact met elkaar. De Eerste Coehoornstraat begon in 1878 als de Coehoornstraat en kreeg pas in 1920 haar aanvulling Eerste, een jaar eerder kreeg de Tweede Coehoornstraat haar naam.
Ze loopt van de Conradstraat, kruist de Czaar Peterstraat (waar de even zijde eindigt) en eindigt alleen met de oneven nummers op de Blankenstraat. De huisnummering aan de even kant loopt van 2 tot en met 24, de oneven kant kent alleen de nummers 5 en 7. De straat kruiste ooit ook de Conradstraat, maar door wijzigingen als gevolg van een uitgebreide sanering van de Czaar Peterbuurt vormt de Eerste Goehoornstraat nu (2017) het begin van de Conradstraat. De Eerste Coehoornstraat loopt dan naar het Oostenburgerpark.
Aan de straat staat een gemeentelijk monument, zijnde een complex aan de Conradstraat 4-6/Czaar Peterstraat 21-23, een gebouw van Willem Hamer.
De Coehoornstraten zijn vernoemd naar Menno van Coehoorn, hij was onder meer vestingbouwkundige.